# Petyr Iwanow
Petyr Iwanow (bg. Петър Иванов; ur. 25 sierpnia 1958 w Burgasie) – bułgarski zapaśnik walczący w stylu wolnym. Olimpijczyk z Moskwy 1980, gdzie zajął siódme miejsce w kategorii plus 110 kg.
Trzykrotny uczestnik mistrzostw świata, czwarty w 1981 i 1983. Zdobył tytuł mistrza Europy w 1980. Mistrz świata juniorów z 1977 roku.
- Turniej w Moskwie 1980

Pokonał z Youssefa Dibę z Syrii, a przegrał z Józsefem Ballą z Węgier i Rolandem Gehrke z NRD.